# Partido Liberal (Chile, 1983-1987)
El Partido Liberal (PL) fue un partido político chileno de ideología liberal clásica, existente entre 1983 y 1987, opositor a la dictadura militar encabezada por Augusto Pinochet. 

## Historia
Sus orígenes se remontan a fines de 1983, cuando un grupo de exintegrantes de la Juventud del antiguo Partido Liberal decidieron formar el Movimiento Liberal, partidario de las libertades individuales y la restauración de la democracia por medios pacíficos. Entre sus integrantes se encontraban Hernán Errázuriz Talavera —quien sería embajador en el Reino Unido durante el gobierno de Patricio Aylwin—, el dirigente médico Arturo Brandt, Gastón Ureta Godoy, Gonzalo Gazmuri, Guillermo Toro y Claudio Cerda.
Con el tiempo, empezó a tomar un carácter decididamente opositor a Pinochet, lo que los llevó a sumarse a la Alianza Democrática en octubre de 1984. Se opusieron tajantemente a formar alianzas tanto con la izquierda revolucionaria como con los adeptos del régimen —sobre todo con la UDI —. Posteriormente firmaron el Acuerdo Nacional para la Transición a la Plena Democracia y constituyeron junto al Partido Nacional y el Partido Republicano la efímera Federación Democrática en 1985. Ese año, el partido acordó unirse a la Internacional Liberal. Realizó su primera convención en Santiago el 29 de junio de 1986, fecha en la que Carlos Barrientos Lobos fue elegido presidente del partido, reemplazando a Gastón Ureta.
El 8 de septiembre de 1986 el partido fue uno de los firmantes del documento Bases de Sustentación del Régimen Democrático, que consistía en una ampliación y profundización del Acuerdo Nacional para la Transición a la Plena Democracia de 1985, y que daría origen en noviembre de 1986 al Acuerdo Nacional Democrático, coalición política de corta duración. El 10 de febrero de 1987 el partido había acordado iniciar su constitución legal una vez que se aprobara la nueva Ley de Partidos Políticos.
La alineación de los liberales con la oposición llevó a que algunos miembros críticos del actuar del partido decidieran escindirse del mismo. Estas facciones, separadas entre 1985 y 1987, formarían el Partido Liberal Reformista, el Partido Liberal Gremialista —ambos posteriormente se integraron al Partido Nacional— y el Partido Liberal Auténtico —que más tarde evolucionaría al Partido Liberal Demócrata—.
En diciembre de 1987 el Partido Liberal decidió fusionarse con el Partido Republicano para dar paso a la Unión Liberal-Republicana.